# Bruderhof

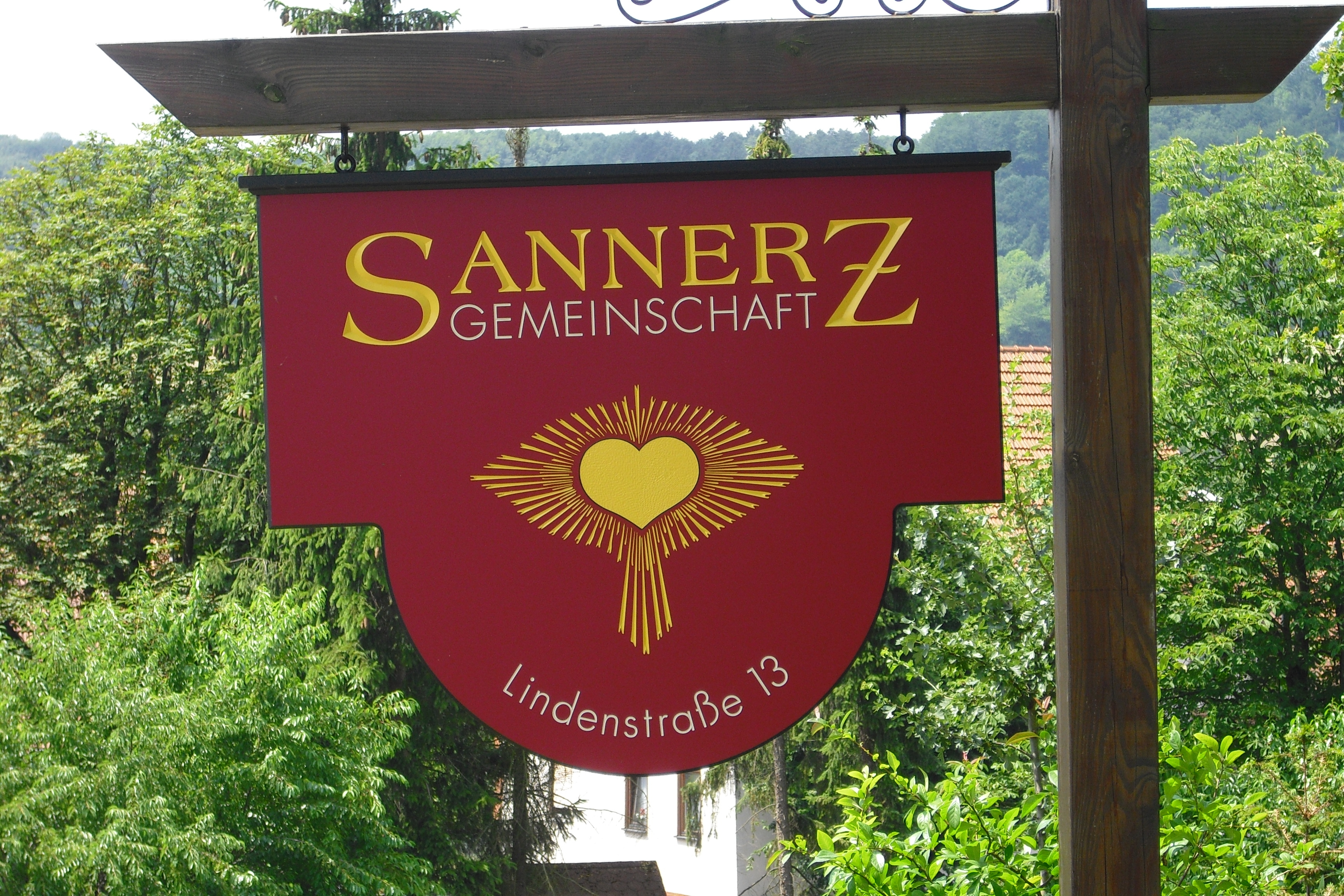

Bruderhof, significa en alemán: lugar de los hermanos, y es el nombre común de las comunidades Bruderhof, que son iglesias de paz; vida cristiana de inspiración anabaptista. La primera comunidad fue fundada en Alemania en 1920 por Eberhard Arnold. En la actualidad existen comunidades Bruderhof en varios países: Alemania, Paraguay, Australia, Inglaterra y en los Estados Unidos, en los estados de Nueva York, Florida, Virginia Occidental y Pensilvania.

## Historia

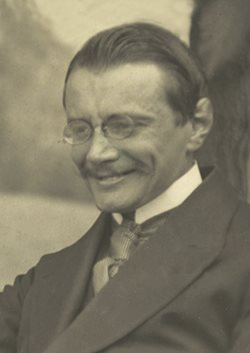
Eberhard Arnold en 1920

Eberhard Arnold estudió educación, filosofía y teología en Breslau, Erlangen y Halle, donde participó del Movimiento Estudiantil Cristiano de Alemania y en la evangelización de los pobres a través del Ejército de Salvación. En 1908 se retiró de la iglesia evengélica oficial, preocupado por los nexos de ella con el estado y la propiedad privada, por su escaso compromiso con los trabajadores y los pobres y por el bautizó a infantes.  Se casó con Emmy von Hollander en 1909. Desde 1915 fue editor de la revista Die Furche (El Surco) y desde 1919 de Das Neue Werk. En 1920, tras hacerse opositor a todo "espíritu de guerra", él, su esposa y sus 5 hijos, decidieron abandonar la ciudad de Berlín, para comenzar una vida austera y en contacto con la naturaleza, inspirados en la primera comunidad cristiana de Jerusalén, cuyos miembros tuvieron una vida basada en la ética del Sermón del monte. Para establecer la primera comunidad compraron una casa-finca en Sannerz (Sinntal), en las montañas Rhön, en el centro de Alemania.
La comunidad creció y a mediados de la década de 1920, la sede en Sannerz era ya demasiado pequeña. En 1926, compraron una granja en el distrito de Fulda, y establecieron el Rhön Bruderhof. Cuando se descubrió que las comunidades huteritas todavía existían en América del Norte, decidieron entrar en contacto, primero durante un largo período de correspondencia, fue en 1930, cuándo Arnold viajó a Estados Unidos y Canadá y visitó todas las comunidades huteritas. En diciembre de 1930 fue comisionado por ellos como misionero para Europa.
En 1933 la Gestapo allanó la sede de la comunidad, confiscó libros y documentos, prohibió recibir invitados y cerró la escuela, pretendiendo imponer profesores nazis. Los hermanos llevaron a sus hijos a Suiza donde continuaron su educación, compraron una finca en Liechtenstein, la cual llamaron Alm Bruderhof, lugar donde se trasladaron en marzo de 1934. Allí murió Arnold en 1935, tras complicaciones en su pierna por una cirugía practicada dos años antes. Su esposa siguió adelante las diferentes fases de la comunidad en sus traslados sucesivos a Inglaterra, Paraguay y Estados Unidos.
Ante la presión de los nazis, la comunidad se trasladó a Inglaterra en 1936 (Cotswold Bruderhof), allí llegaron los pocos miembros que habían quedado en Alemania, pues el 14 de abril de 1937, la Gestapo les dio 48 horas para abandonar el país. A pesar de que había miembros ingleses y de otras nacionalidades, el pacifismo y origen alemán de la comunidad, hizo imposible su estadía en Inglaterra. Al comenzar la II Guerra Mundial, emigraron a Paraguay con la Ayuda del Comité Central Menonita. Allí fundaron tres asentamientos, y eventualmente, un hospital para miembros de la comunidad y paraguayos; el único centro de atención médica que existió durante 20 años, en toda la región. A principios de la década de 1960, la comunidad en Paraguay había crecido significativamente.
En 1954, el Bruderhof comenzó el asentamiento: Woodcrest Bruderhof, cerca de Rifton, Nueva York, EE. UU., como respuesta al aumento e interés de miembros estadounidenses. Muchas personas se unieron, algunos de otros grupos comunitarios en el país. Nuevas comunidades fueron fundadas en Pensilvania (1957) y Connecticut (1958). Además, la comunidad huterita de Forest River en Dakota del norte, aceptó a 36 personas del Bruderhof como miembros.
Entre 1973 y 1990 los huteritas y los Bruderhof se unificaron, en la Iglesia Huterita. Sin embargo, se separaron debido al rechazo huterita de enviar a los niños a escuelas públicas, usar instrumentos musicales y participar en marchas de protesta.
En 2002 el Brudehof readquirió la casa finca de Sannerz y establecieron allí una comunidad alemana. En 2003 se fundó la primera comunidad australiana en Inverell, Nueva Gales del Sur.

## Creencias
Los miembros del Bruderhof creen en Jesús de Nazareth, como el Mesías y salvador. Consideran cada una de sus enseñanzas como fundamento esencial para la vida: "Amar a Dios y al prójimo como a uno mismo", el Sermón de la Montaña, la no violencia, fidelidad en el matrimonio entre un hombre y una mujer y la compasión y servicio a los más desfavorecidos. Afirman el Credo de los Apóstoles. Practican el bautizo, que es para adultos.
El Bruderhof sigue el ejemplo de la primera Iglesia en Jerusalén, como se relata en Hechos de los Apóstoles  4:32-37, donde los miembros de la Iglesia eran: un solo corazón y mente, y compartían todas las cosas en común. Los miembros del Bruderhof no tienen propiedad privada, sino que, comparten todo. Ningún miembro del Bruderhof recibe salario ni tiene una cuenta bancaria. Los ingresos, se reúnen y se utilizan para el cuidado de chicos y grandes en cada comunidad, y para diversas actividades de extensión y misión comunitaria.
El Bruderhof, al igual que otras Iglesias de paz, sus miembros no sirven en las fuerzas armadas de ningún país o movimiento. En el seguimiento a Jesucristo, la vida comunitaria elimina las divisiones sociales y económicas que provocan la guerra. El objetivo del Bruderhof, como Iglesia, es servir a Jesucristo y representar para el mundo una sociedad diferente; en aras del bien común.
Las comunidades Bruderhof, son inspiración y guía de la unidad y el compartir de los primeros cristianos en Jerusalén. El bautizo para adultos, la no violencia y no portar armas, son inspiración del movimiento Anabaptista del siglo XVI. El gusto por cantar, tocar instrumentos y el amor a la naturaleza son influencia del movimiento juvenil cristiano alemán. En la actualidad existe colaboración con otras iglesias, en diversas áreas de acción común y convicciones compartidas.

## Enlaces exrernos
- Bruderhof.
- Eberhard Arnold. Página web en inglés con los escritos de Eberhard Arnold.

- Datos: Q992197
- Multimedia: Bruderhof communities / Q992197